# Instituto Pushkin
El Instituto Estatal de lengua rusa Aleksandr Serguéievich Pushkin (Instituto Pushkin) fue fundado en el año de 1966 y su misión es la enseñanza, difusión, estudio y preservación de la lengua rusa en el mundo. Desde 1998, cuenta con el estatus de universidad estatal. Nombrado en honor al poeta y dramaturgo ruso Aleksandr Pushkin.
Desde 2013, el Instituto es un centro científico, metodológico, informativo y analítico que pertenece al programa gubernamental para la promoción de la lengua y educación rusa al cual
el Consejo de Jefes de Gobierno de la Comunidad de Estados Independientes (países exmiembros de la antigua Unión Soviética) otorgó el estatus de Organización Principal encargada de la enseñanza y evaluación de la lengua rusa. 
El Instituto es también uno de los fundadores y miembros del Consorcio Ruso de Evaluación y una de las principales universidades que brinda apoyo científico, metodológico y organizativo al sistema estatal de evaluación de ciudadanos extranjeros en idioma ruso en 28 países. Los certificados expedidos por el Instituto Pushkin son válidos para la admisión a la universidad. 
En la planta docente, el Instituto cuenta con especialistas en las áreas de: didáctica del ruso como lengua extranjera, lengua y la literatura rusa en la escuela, lingüística, crítica literaria y otras disciplinas filológicas y humanitarias.

### Programas educativos
Implementación de programas educativos de educación superior:
m

### Facultad de filología
La facultad de filología brinda educación superior no solo a ciudadanos de la Federación de Rusia, sino también a estudiantes extranjeros. Cuenta con programas de pregrado, maestría y doctorado y la posibilidad de estudiar, en cualquiera de estos programas, a través de una beca financiada por el gobierno ruso. 

#### Programas de pregrado
- 1. Filología rusa
- 2. Pedagogía de disciplinas filológicas
- 3. Filología aplicada

#### Programas de maestría
- 1. Ruso como lengua extranjera
- 2. Lengua rusa y comunicación intercultural
- 3. Análisis del discurso en los medios de comunicación
- 4. Literatura rusa en un mundo multilingüe

#### Programas de doctorado
- 1. Educación y ciencias pedagógicas.  "Teoría y métodos de capacitación y educación” (ruso como lengua extranjera)
- 2. Lingüística y crítica literaria.  "Lengua rusa"

### Facultad preparatoria
La facultad preparatoria ofrece programas de capacitación lingüística en lengua rusa con el objetivo de brindarle al estudiante las herramientas necesarias para estudiar en el programa de educación superior que desee. En la facultad preparatoria pueden estudiar tanto personas que no tengan ningún conocimiento del ruso como personas que ya lo hayan estudiado y quieran perfeccionarlo. Además de enseñar a los futuros estudiantes la lengua rusa, el programa ofrece también preparación en las áreas de: 
- Ciencias humanas (estudios sociales, historia y literatura);
- Economía (estudios sociales, historia y matemáticas);
- Ciencias médicas y biológicas (química, biología y física);
- Ingeniería técnica y tecnológica (matemáticas, física e informática);
- Ciencias exactas (matemáticas, física y química).

Se puede estudiar en cualquiera de estos programas, a través de una beca financiada por el gobierno ruso. 

### Facultad de ruso como lengua extranjera
La facultad de ruso como lengua extranjera cuenta con diversos programas y cursos de ruso como lengua extrajera en los que pueden estudiar personas que no posean ningún conocimiento de la lengua ruso o personas que quieran perfeccionar el idioma. La facultad cuenta con cursos especializados para estudiantes de diferentes áreas de conocimiento como las ciencias económicas, sociales y filológicas.
El Instituto Pushkin cuenta con aprobación del gobierno para expedir certificados oficiales de lengua rusa de cualquiera de los niveles, desde A1 hasta C2, de acuerdo con el MCER (Marco Común Europeo de Referencia para las lenguas).  	

### Facultad de educación complementaria
La facultad de educación complementaria cuenta con programas de capacitación especialmente creados para profesores de lengua y/o literatura rusa que trabajen en colegios, escuelas, centros de enseñanza, etc. El objetivo de estos programas es dar a los docentes mejores herramientas de trabajo, ya sea tecnológicas o metodológicas, para su mejor desempeño. 
La facultad brinda también cursos especializados en la enseñanza a niños bilingües y niños especialmente dotados.  
Dependiendo del programa, se puede estudiar de manera presencial y con beca del gobierno de la Federación de Rusia.

### Actividades principales

#### Olimpiada internacional de lengua rusa para escolares de países extranjeros
La Olimpiada Internacional en ruso se lleva a cabo desde 1972 en dos diferentes áreas competitivas. La primera, está dirigida a estudiantes de secundaria de escuelas extranjeras que estudian ruso como lengua extranjera. La segunda, es para estudiantes de secundaria de escuelas extranjeras en las que el idioma de enseñanza sea el ruso. A partir del año 2016, la Olimpiada se celebra anualmente y cuenta actualmente con la participación de más de 3,000 estudiantes extranjeros en la final. 
La Olimpiada se lleva a cabo en varias etapas: la etapa clasificatoria de manera virtual y la semifinal en línea a través del portal de “Educación en ruso”; posteriormente, la final, de manera presencial, se realiza en Moscú. Entre las tareas que deben realizar los estudiantes están la resolución de ejercicios de producción oral y escrita en ruso, la defensa de proyectos sobre geografía regional y la participación en el concurso creativo "Joven orador".
Como resultado de las pruebas finales, se escogen 10 ganadores absolutos y se reparten adicionalmente premios en áreas adicionales del conocimiento. Los ganadores absolutos tienen además el derecho a estudiar de manera gratuita, financiados por el gobierno ruso, en universidades rusas en programas filológicos o lingüísticos.
Los fundadores de la Olimpiada son el Ministerio de Educación y Ciencia de la Federación de Rusia, el Instituto Pushkin, la Asociación Internacional de Maestros de Lengua y Literatura Rusa (MAPRYAL) y Rossotrúdnichestvo.
Ganadores absolutos en 2016:
| Nombre del participante | País        |
| ----------------------- | ----------- |
| Danil Nikulenko         | Georgia     |
| Nguyen Cam Ngok         | Vietnam     |
| Elina Shavga            | Moldavia    |
| Anastasia Mironova      | Moldavia    |
| Sergiu Golan            | Rumania     |
| Kamila Shakhidova       | Tayikistán  |
| Anastasia Puzikova      | Bielorrusia |
| Tatyana Kinzel          | Kazajistán  |
| Zhang Yuqi              | China       |
| Greta Vislotskyte       | Lituania    |

Ganadores absolutos en 2017:
| Nombre del participante | País        |
| ----------------------- | ----------- |
| Mammadzade Aidan        | Azerbaiyán  |
| Ohanian Anita           | Armenia     |
| Hayeck Maria            | Bielorrusia |
| Krovitskaya Anastasia   | Kazajistán  |
| Lacis Janis             | Letonia     |
| Armiño Monica           | Lituania    |
| Tkachenko Svetlana      | Moldavia    |
| Matlak Hubert Philip    | Polonia     |
| Jocic milica            | Serbia      |
| Majgal Irena            | Montenegro  |

#### Gran diccionario universal de la lengua rusa
El Gran Diccionario Universal de la Lengua Rusa es el resultado de 25 años de trabajo colectivo del Instituto Pushkin bajo la dirección de la Doctora en Filología, Valerya Morkóvkina. El diccionario presenta de manera alfabética las palabras más utilizadas que constituyen el núcleo léxico de la lengua rusa (aproximadamente 30,000 entradas) y los cambios que se han producido en el idioma en los últimos tiempos. Cada palabra cuenta con su definición, acentos, homónimos, sinónimos y antónimos.
La rectora del Instituto Pushkin, Margarita Rusetskaya, señaló que el Instituto, cuya misión durante más de 50 años de trabajo, ha sido la difusión y preservación de la lengua rusa, ha publicado, en colaboración con lexicógrafos y la editorial Diccionarios del siglo XXI, más de un diccionario. Uno de los ejemplos más notables de esta colaboración ha sido el diccionario lingüístico-cultural "Rusia" que cuenta con cuatro reediciones impresas y que a partir del 2015 puede ser también consultado en línea.

#### Portal "Educación en ruso"
El portal "Educación en ruso" es una plataforma de educación a distancia del idioma ruso. El sistema del portal combina cursos en línea para el aprendizaje del ruso, un sistema de capacitación avanzada para profesores de ruso y cursos gratis de ruso en línea. El portal comenzó su trabajo el 1 de septiembre de 2014. Durante los primeros tres años de operación, 5.3 millones de personas de 202 países visitaron el portal y 1.1 millones se registraron en este.
El portal proporciona capacitación en las áreas "Ruso como idioma extranjero" y "Escuela de apoyo profesional" (Capacitación en el área de ruso como idioma extranjero y su pedagogía).
El portal ofrece la posibilidad de:
- Estudiar el idioma ruso de forma independiente o bajo la guía de un tutor acreditado;
- Presentar un examen de certificación de conocimiento del idioma ruso y obtener un certificado oficial del nivel;
- Adquirir conocimientos sobre diversos temas por medio de cursos abiertos en línea en ruso;
- Convertirse en socio del portal, publicar publicidad y participar en proyectos implementados en el portal en el campo del estudio, la promoción y la preservación de la lengua rusa;
- Capacitar profesores de lengua rusa en el campo de la actividad profesional por medio de uno o varios programas avanzados de formación pertenecientes al portal;
- Capacitar especialistas en el campo de la filología cuyo objetivo sea llevar a cabo actividades profesionales en el campo de la enseñanza del ruso como lengua extranjera.

En el portal se realizan competencias y concursos como la Olimpiada Internacional de Lengua Rusa para estudiantes de países extranjeros (fase de clasificación), la Competición Internacional de Lengua Rusa “Artek”, la Olimpiada Internacional en Línea de lengua rusa "¡Discurso en vivo!", la Olimpiada Internacional en línea "El ruso y Pushkin" y otros.

#### Programa de idioma ruso y promoción de la educación en ruso
Desde 2013, el Instituto ha sido el centro científico, metodológico, informativo y analítico del programa gubernamental para la promoción del idioma ruso y la educación en ruso.
Autores del Programa:
- Consejo de la lengua rusa bajo del gobierno de la Federación de Rusia;
- Ministerio de Educación y Ciencia de la Federación de Rusia.

Objetivos del Programa:
- Popularización de la lengua rusa en el mundo;
- Aumento del nivel de competencia en lengua rusa;
- Posicionamiento competitivo de la educación abierta en ruso;
- Enseñanza del ruso en un espacio educativo global.

Socios:
- Agencia Federal para los Asuntos de Colaboración con la Comunidad de Estados Independientes, Compatriotas en el Extranjero y Cooperación Humanitaria Internacional (Rossotrúdnichestvo);
- Fundación “Ruskii Mir” ;
- Asociación Internacional de Profesores de Lengua y Literatura Rusa (MAPRYAL por sus siglas en ruso);
- Sociedad Rusa de Profesores de Lengua y Literatura Rusa (ROPRIAL por sus siglas en ruso);
- 20 universidades de 9 regiones de Rusia: El krai de Altái, Karelia, la región del Volga, el norte del Cáucaso, Siberia, los Urales, la Región Central, Moscú y San Petersburgo.

En el marco del Programa, se creó un portal en internet llamado "Educación en ruso" con el fin de proporcionar acceso a los recursos educativos en idioma ruso y materiales educativos en ruso.
Los principales recursos del portal son:
- La Escuela de ruso como lengua extranjera;
- La Escuela Rusa que permite a los compatriotas que viven en el extranjero estudiar de acuerdo a los estándares rusos y contiene recursos de aprendizaje a distancia en materias de primero a cuarto grado, así como recursos complementarios para la educación;
- La Escuela de Apoyo Profesional que cuenta con programas para la capacitación a distancia de maestros con formación en lingüística rusa y de tutores de educación a distancia, así como la preparación de material pedagógico para la enseñanza del ruso.

#### Centro de Linguo-didáctica, Pruebas de Idioma y Promoción de Políticas de Migración
El Centro de Linguo-didáctica, Pruebas de Idioma y Promoción de Políticas de Migración organiza y lleva a cabo pruebas estatales de nivel de competencia en lengua rusa para ciudadanos extranjeros y personas sin nacionalidad que deseen obtener un permiso de trabajo en la Federación de  Rusia (trabajadores migrantes) y para ciudadanos extranjeros y personas sin nacionalidad que deseen obtener la ciudadanía de la Federación de Rusia. Las pruebas aprobadas reciben el certificado estatal de lengua rusa de la Federación de Rusia.
El Centro de Linguo-didáctica, Pruebas de Idioma y Promoción de Políticas de Migración trabaja en el campo de la certificación de niveles de competencia del ruso como lengua extranjera desde 1992. Durante ese tiempo, el Centro estableció seis niveles de competencia en lengua rusa de comunicación diaria para adultos (análogos al Marco Común Europeo de Referencia para las lenguas, niveles del A1 al C2), seis niveles de competencia en lengua rusa de comunicación diaria para niños en edad escolar (según el MCER - niveles del A1 al C2), tres niveles de competencia del idioma ruso para la comunicación empresarial (B1-C1) y cuatro niveles de competencia en ruso para el negocio del turismo internacional (RET-0 –RET-3).
El Centro organiza no solo la presentación de las pruebas en Rusia, sino también en el extranjero, en 15 países alrededor del mundo en 35 centros de examen. Para cada sesión se crean pruebas diferentes.
Desde 2008, el Centro es miembro afiliado de la ALTE (la Asociación de Examinadores de Lenguas en Europa).

#### Organización Base de la CEI para la enseñanza del idioma ruso
El estatus de Organización Base de los Estados miembros de la Comunidad de Estados Independientes (CEI) para la Enseñanza de la Lengua Rusa ha sido otorgado al Instituto Pushkin por decisión del Consejo de Jefes de Gobierno de la CEI el 20 de noviembre de 2013. El objetivo de crear la Organización Base de la CEI de la enseñanza del idioma ruso es: la promoción organizada y metódica para la difusión y enseñanza de la literatura y cultura rusa por parte de especialistas de los Estados miembros de la CEI.
Las principales actividades de la Organización Base son:
- La implementación, en el marco del CEI, de los principales programas educativos de educación superior y programas profesionales adicionales, que incluyen:

- La formación de profesores en la especialidad "Lengua y literatura rusas" con una especialización en la enseñanza de

ruso como lengua extranjera / no nativa;
- La capacitación de profesores rusos;
- La preparación de personal científico y pedagógico mediante la organización de diversas formas de educación de

posgrado;
- El desarrollo y la profundización de la cooperación con organizaciones educativas, científicas y de investigación de

los Estados miembros de la CEI;
- El desarrollo, la aprobación y la distribución de material para la enseñanza y la investigación en el campo de la

didáctica del idioma ruso.

#### Publicaciones
Cada año, el Instituto Pushkin publica docenas de monografías científicas y manuales metodológicos: libros de texto, libros de trabajo, materiales para lecciones y todo aquello que permita un alto nivel en la enseñanza de la lengua rusa en el Instituto y en todo el mundo. 
Con el objetivo de ayudar a los maestros que trabajan en Rusia y en el extranjero, el Instituto ha hecho, durante muchos años, publicaciones de alto nivel profesional, la principal de las cuales es la revista “Ruso en el extranjero”.

##### "Ruso en el extranjero"
La revista fue creada en 1967 y en 1971 obtuvo un estatus internacional como órgano de la  MAPRYAL (Asociación Internacional de Profesores de Lengua y Literatura Rusa). La revista se publica 6 veces al año y durante sus más de 50 años cuenta ya con unos 300 números. Se distribuye en más de 30 países europeos y en Asia. En ella, se divulga material educativo para la enseñanza del ruso como lengua extranjera, textos para lectura, avances metodológicos y lingüísticos e informes sobre noticias en el campo de la enseñanza del ruso como lengua extranjera. 
"Ruso en el extranjero " se incluye en la lista de las principales publicaciones revisadas y avaladas por expertos de la Comisión de Certificación Superior de la Federación de Rusia para publicar los resultados de investigaciones científicas de candidatos a doctorado y doctores. La revista está incluida en la base de datos del Russian Science Citation Index (RISC). Sitio web: http://journal.pushkin.institute/
Perfil en RISC: https://elibrary.ru/title_about.asp?id=9077

##### "Ruso en el extranjero": una serie de números especiales de la revista Ruso en el extranjero
El proyecto del Instituto Pushkin, cuyo objetivo es dar, a cada país en donde se aprende e investiga el idioma ruso, la posibilidad de publicar artículos sobre su escuela científica. La publicación piloto del 2015 fue la revista “Lingüística rusa finlandesa” y gracias al trabajo activo de los especialistas de la filial del Instituto Pushkin en Hanói, apareció un segundo número especial: “Lingüística rusa vietnamita”. A finales de 2017, se publicaron 15 revistas en ruso en países como Corea del Sur, China, Francia, Estados Unidos, Inglaterra y países de la CEI entre otros.

##### “Boletín Internacional de posgrado. Ruso en el extranjero "
Fundada en 2008 como un apéndice de la revista "Ruso en el extranjero", su objetivo es el de dar la oportunidad a estudiantes graduados y estudiantes de doctorado de publicar los resultados de su investigación obtenidos en el proceso de redacción de la tesis. En 2017, la publicación recibió un nuevo certificado de registro y se convirtió en la revista científica oficial del Instituto Pushkin. La publicación se incluye en la lista de las principales publicaciones recomendadas por la Comisión de Certificación Superior de la Federación de Rusia y se incluye en la base de datos de Russian Science Citación (RISC).
Sitio web: http://journal.pushkin.institute/aspvest/
Perfil en RISC: https://elibrary.ru/title_about.asp?id=28678

### Eventos
- El 22 de mayo de 2017, el Departamento de Lengua Rusa del Instituto Pushkin abrió sus puertas en la Universidad de La Habana, Cuba http://www.uh.cu/lengua-ruso-con-segunda-lengua-extranjera.

"Después de casi 30 años, el Instituto Pushkin está nuevamente en La Habana. En la Facultad de idiomas extranjeros, el 
idioma ruso estará al alcance, no solo de estudiantes, sino también de estudiantes y maestros. Este es un paso importante en la cooperación entre los pueblos ruso y cubano ", dijo Margarita Rusetskaya, rectora del Instituto Pushkin.
- El 29 de mayo de 2017, el presidente ruso Vladímir Putin visitó el Instituto Pushkin ubicado en el territorio del Centro ruso espiritual y cultural orthodoxo en París. Junto con la alcaldesa de París, Anne Hidalgo, el presidente ruso visitó los ensayos del concierto infantil que se estaba preparando para el Día de la Lengua Rusa.

### Red de socios del Instituto Pushkin
La red de socios del Instituto Pushkin es una asociación voluntaria de entidades legales que comparten visiones comunes en torno a la promoción y popularización de la lengua y literatura rusa, así como la realización de actividades destinadas a crear condiciones que permitan el acceso a los programas de aprendizaje del idioma ruso y de la educación abierta en ruso.
En julio de 2013, se anunció un plan para la creación de una red de centros para el estudio de la lengua rusa en el extranjero bajo el nombre común de "Instituto Pushkin". Se propone que la organización base que proporcione apoyo metodológico y coordinación para trabajo de estos centros sea el Instituto Pushkin. A este respecto, el Instituto ya cuenta con experiencia relevante: entre 1970-1980, las sucursales del Instituto funcionaron en diferentes países y algunas de ellas aún continúan trabajando como organizaciones independientes, incluido el Instituto de Atenas de la lengua rusa A.S. Pushkin y una sucursal en Hanói (esta última conservó el nombre de “Sucursal de Hanói del Instituto de la Lengua Rusa. A.S. Pushkin ").
La red de socios incluye 35 centros en total. 32 centros forman parte de organizaciones asociadas y los 3 centros en París, La Habana y Hanói, son independientes.
La organización principal de la red de socios del Instituto Pushkin es el Instituto Estatal de la Lengua Rusa. A.S. Pushkin.
Los principales objetivos de la red de afiliados "Pushkin Institute" :
- Preservar y promover la lengua rusa en el mundo;
- Proporcionar acceso a programas de capacitación en ruso para ciudadanos de diferentes países;
- Preservar y desarrollar el patrimonio cultural y lingüístico de los hablantes nativos del ruso.

Directores
'Activos'
• M.N. Rusetskaya - doctora en ciencias pedagógicas y rectora del Instituto desde el 17 de diciembre de 2013.
• V.G. Kostomárov - doctor en filosofía, profesor y presidente del Instituto.
'Ex rector'
• Yu. E. Prójorov - doctor en ciencias pedagógicas, doctor en filosofía, profesor y rector del Instituto desde 2001 hasta el 16 de diciembre de 2013.

### Datos curiosos
En el Instituto Pushkin hay 2 estatuas de Aleksandr Serguéievich Pushkin:
- Una estatua del escritor de cuerpo completo se encuentra frente a la entrada principal del Instituto, en el vestíbulo del primer piso (escultor Gueorgui Frangulyán ).
- Un busto en el territorio del Instituto (escultor Leonid Vátnik).